# In the Minds of Evil
Albums de Deicide
To Hell with God
(2011) Overtures of Blasphemy
(2018)
In the Minds of Evil est le onzième album studio du groupe de death metal américain Deicide, paru le 22 novembre 2013 en Allemagne, le 25 novembre 2013 en Europe et le 26 novembre 2013 aux États-Unis.
C'est le premier album du groupe avec le guitariste Kevin Quirion.

## Liste des titres
| 1.    | In the Minds of Evil           | 3:53 |
| 2.    | Thou Begone                    | 3:44 |
| 3.    | Godkill                        | 3:11 |
| 4.    | Beyond Salvation               | 2:57 |
| 5.    | Misery of One                  | 3:21 |
| 6.    | Between the Flesh and the Void | 3:54 |
| 7.    | Even the Gods Can Bleed        | 2:58 |
| 8.    | Trample the Cross              | 3:00 |
| 9.    | Fallen to Silence              | 3:09 |
| 10.   | Kill the Light of Christ       | 3:30 |
| 11.   | End the Wrath of God           | 3:13 |
| 36:50 |                                |      |

Le morceau In the Minds of Evil est disponible à l'écoute depuis le premier octobre et le morceau Thou Begone depuis le 31 octobre, tous deux sur YouTube ou SoundCloud.
Source.

## Composition du groupe
- Glen Benton - Chant & basse.
- Steve Asheim - Batterie.
- Jack Owen - Guitare.
- Kevin Quirion - Guitare.

## Membres additionnels
- Jason Suecof - Production.
- Simon Cowell - Artwork.